# Steinbrunn-le-Bas
Pour les articles homonymes, voir Steinbrunn.
Steinbrunn-le-Bas est une commune française de l'aire urbaine de Mulhouse située dans la circonscription administrative du Haut-Rhin et, depuis le 1er janvier 2021, dans le territoire de la Collectivité européenne d'Alsace, en région Grand Est.
Cette commune se trouve dans la région historique et culturelle d'Alsace.
Ses habitants sont appelés Steinbrunnois et Steinbrunnoises.

## Géographie
Situé à proximité directe des villages de Steinbrunn-le-Haut, Rantzwiller, Landser et Bruebach, ce petit village n'en est pas moins un carrefour de passage. Ainsi, il se situe aux portes du Sundgau et à 10 km au sud-est de la ville de Mulhouse.
| Flaxlanden         | Bruebach          | Landser     |
| Zillisheim         | Steinbrunn-le-Bas | Schlierbach |
| Steinbrunn-le-Haut | Rantzwiller       | Kœtzingue   |

### Hydrographie

#### Réseau hydrographique
La commune est dans le bassin versant du Rhin au sein du bassin Rhin-Meuse. Elle est drainée par le Riedgraben et le ruisseau Weiherbachgraben,,.

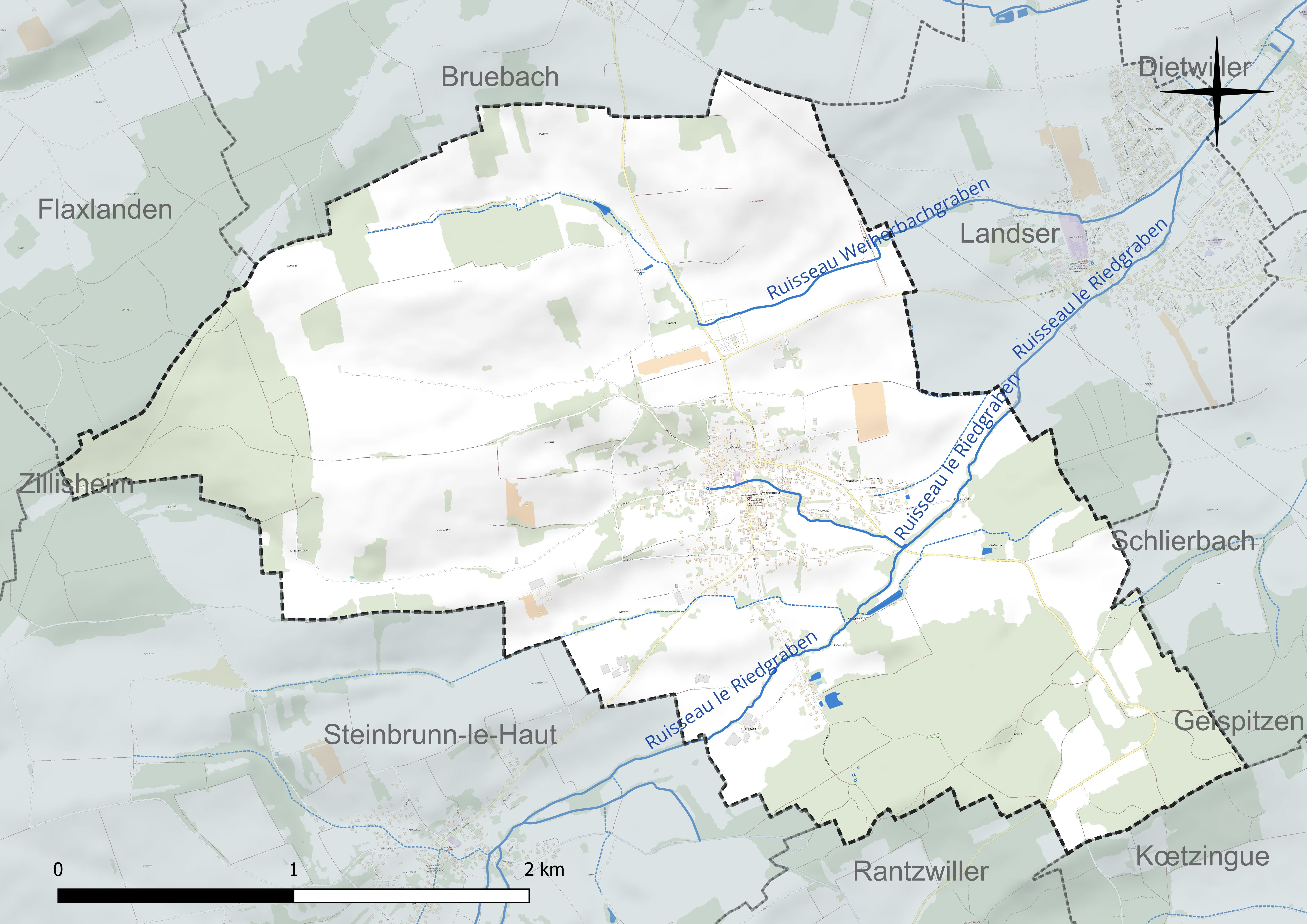
Réseau hydrographique de Steinbrunn-le-Bas.

#### Gestion et qualité des eaux
Le territoire communal est couvert par le schéma d'aménagement et de gestion des eaux (SAGE) « Ill Nappe Rhin ». Ce document de planification concerne la nappe phréatique rhénane, les cours d'eau de la plaine d'Alsace et du piémont oriental du Sundgau, les canaux situés entre l'Ill et le Rhin et les zones humides de la plaine d'Alsace. Le périmètre s’étend sur 3 596 km2. Il a été approuvé le 17 janvier 2005. La structure porteuse de l'élaboration et de la mise en œuvre est la région Grand Est. 
La qualité des cours d’eau peut être consultée sur un site dédié géré par les agences de l’eau et l’Agence française pour la biodiversité. 

### Climat
Pour des articles plus généraux, voir Climat du Grand Est et Climat du Haut-Rhin.
En 2010, le climat de la commune est de type climat des marges montargnardes, selon une étude du Centre national de la recherche scientifique s'appuyant sur une série de données couvrant la période 1971-2000. En 2020, Météo-France publie une typologie des climats de la France métropolitaine dans laquelle la commune est exposée à un climat semi-continental et est dans une zone de transition entre les régions climatiques « Vosges » et « Alsace ». 
Pour la période 1971-2000, la température annuelle moyenne est de 10,3 °C, avec une amplitude thermique annuelle de 17,7 °C. Le cumul annuel moyen de précipitations est de 737 mm, avec 8,9 jours de précipitations en janvier et 9,5 jours en juillet. Pour la période 1991-2020, la température moyenne annuelle observée sur la station météorologique de Météo-France la plus proche, « Mulhouse », sur la commune de Mulhouse à 8 km à vol d'oiseau, est de 11,1 °C et le cumul annuel moyen de précipitations est de 747,6 mm. 
La température maximale relevée sur cette station est de 39,4 °C, atteinte le 13 août 2003 ; la température minimale est de −21,5 °C, atteinte le 10 février 1956,,. 
Les paramètres climatiques de la commune ont été estimés pour le milieu du siècle (2041-2070) selon différents scénarios d'émission de gaz à effet de serre à partir des nouvelles projections climatiques de référence DRIAS-2020. Ils sont consultables sur un site dédié publié par Météo-France en novembre 2022.

## Urbanisme

### Typologie
Au 1er janvier 2024, Steinbrunn-le-Bas est catégorisée bourg rural, selon la nouvelle grille communale de densité à sept niveaux définie par l'Insee en 2022.
Elle est située hors unité urbaine. Par ailleurs la commune fait partie de l'aire d'attraction de Mulhouse, dont elle est une commune de la couronne,. Cette aire, qui regroupe 132 communes, est catégorisée dans les aires de 200 000 à moins de 700 000 habitants,.

### Occupation des sols
L'occupation des sols de la commune, telle qu'elle ressort de la base de données européenne d’occupation biophysique des sols Corine Land Cover (CLC), est marquée par l'importance des territoires agricoles (71,5 % en 2018), en diminution par rapport à 1990 (73,1 %). La répartition détaillée en 2018 est la suivante : 
terres arables (43,4 %), zones agricoles hétérogènes (28,1 %), forêts (23,2 %), zones urbanisées (5,3 %). L'évolution de l’occupation des sols de la commune et de ses infrastructures peut être observée sur les différentes représentations cartographiques du territoire : la carte de Cassini (XVIIIe siècle), la carte d'état-major (1820-1866) et les cartes ou photos aériennes de l'IGN pour la période actuelle (1950 à aujourd'hui).

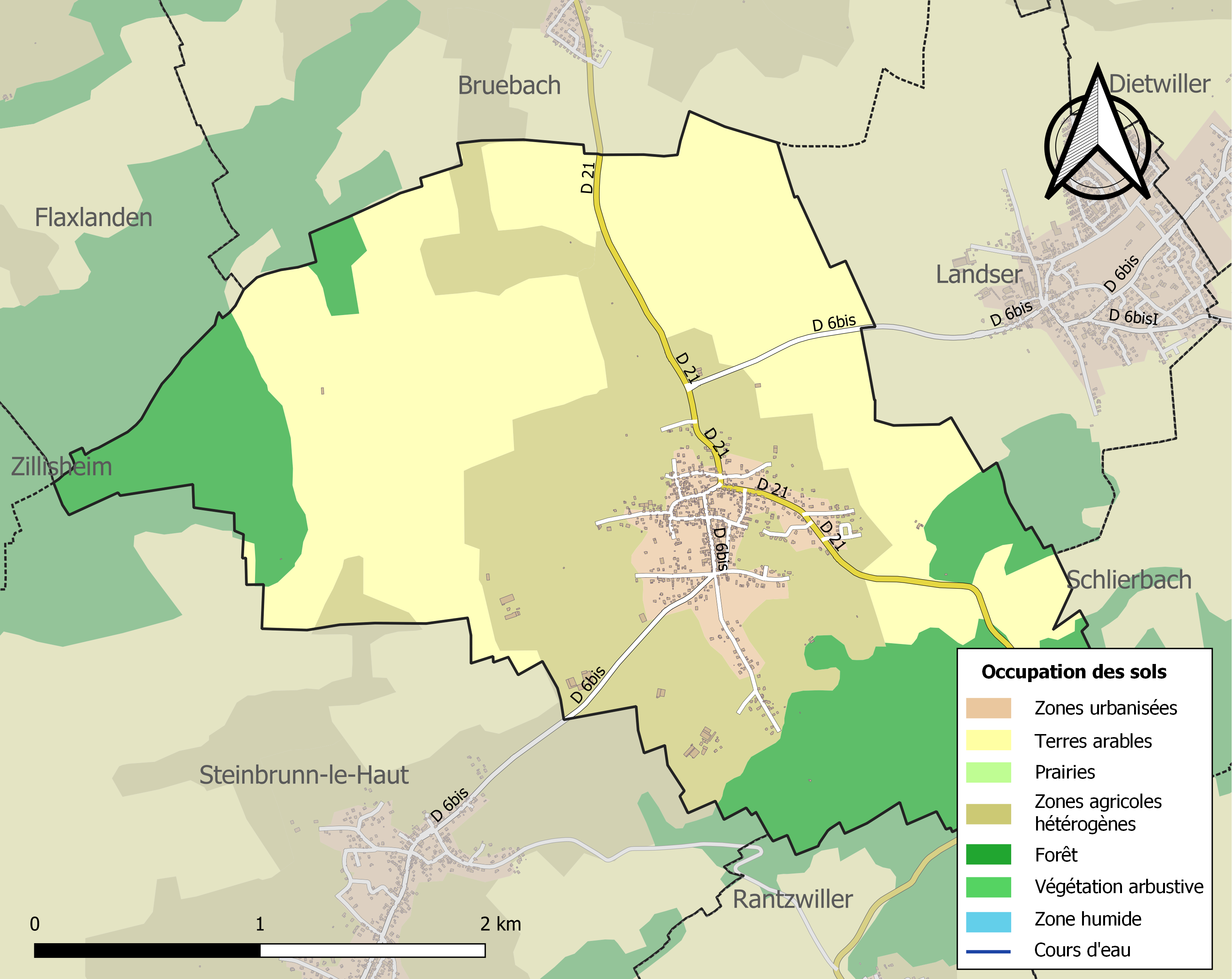
Carte des infrastructures et de l'occupation des sols de la commune en 2018 (CLC).

## Toponymie
- Steinebrun en 823 ;
- Steinebronnen inferius, 1028.

Étymologiquement, Steinbrunn signifie « source de la pierre » en allemand. La commune devrait son nom à une source voisine dont le nom est Taufsteinbrunn : « source des fonts baptismaux ».

## Histoire
Il existait une ancienne maison seigneuriale, dite Schlössel, qui avait le droit à la dîme et une chapelle connue sous le nom de Sainte Apolline, près de laquelle il y avait une source d'eau et où l'on trouve des briques romaines.

Cette commune, autrefois plus considérable, était avant la Réforme, partagée en deux paroisses. L'emplacement de l'église Saint-Léger y est encore connu sous le nom de Kirchhof.

### Héraldique
| Blason de Steinbrunn-le-Bas | Les armes de Steinbrunn-le-Bas se blasonnent ainsi : « Coupé d'azur et de sable, le chef chargé d'un besant parti d'argent et d'or. » |

## Politique et administration
| Période                                  | Période      | Identité       | Étiquette     | Qualité |
| ---------------------------------------- | ------------ | -------------- | ------------- | ------- |
| avant 1988                               | 18 mars 2001 | Paul Ketterlin | Les Verts     | Maire   |
| 18 mars 2001                             | en cours     | Daniel Hassler | UMP puis MRSL |         |
| Les données manquantes sont à compléter. |              |                |               |         |

## Démographie
L'évolution du nombre d'habitants est connue à travers les recensements de la population effectués dans la commune depuis 1793. Pour les communes de moins de 10 000 habitants, une enquête de recensement portant sur toute la population est réalisée tous les cinq ans, les populations de référence des années intermédiaires étant quant à elles estimées par interpolation ou extrapolation. Pour la commune, le premier recensement exhaustif entrant dans le cadre du nouveau dispositif a été réalisé en 2008.

En 2022, la commune comptait 850 habitants, en évolution de +17,73 % par rapport à 2016 (Haut-Rhin : +0,66 %, France hors Mayotte : +2,11 %).
| 1793 | 1800 | 1806 | 1821 | 1831 | 1836 | 1841 | 1846 | 1851 |
| ---- | ---- | ---- | ---- | ---- | ---- | ---- | ---- | ---- |
| 635  | 620  | 705  | 702  | 746  | 783  | 800  | 792  | 782  |

| 1856 | 1861 | 1866 | 1871 | 1875 | 1880 | 1885 | 1890 | 1895 |
| ---- | ---- | ---- | ---- | ---- | ---- | ---- | ---- | ---- |
| 742  | 805  | 827  | 873  | 788  | 818  | 806  | 750  | 745  |

| 1900 | 1905 | 1910 | 1921 | 1926 | 1931 | 1936 | 1946 | 1954 |
| ---- | ---- | ---- | ---- | ---- | ---- | ---- | ---- | ---- |
| 703  | 702  | 694  | 566  | 595  | 569  | 558  | 516  | 501  |

| 1962 | 1968 | 1975 | 1982 | 1990 | 1999 | 2006 | 2008 | 2013 |
| ---- | ---- | ---- | ---- | ---- | ---- | ---- | ---- | ---- |
| 509  | 517  | 535  | 572  | 618  | 645  | 643  | 643  | 656  |

| 2018 | 2022 | - | - | - | - | - | - | - |
| ---- | ---- | - | - | - | - | - | - | - |
| 791  | 850  | - | - | - | - | - | - | - |

## Lieux et monuments
- Église Saint-Léger ;
- Chapelle Sainte-Appoline ;
- Manoir ;
- Divers calvaires ;
- Maisons alsaciennes ;
- Ancienne maisons dans un site protégé ;
- Ruines de château à côté du manoir.

|  |  |